# Affinity (cocktail)
L'Affinity è un cocktail a base di scotch whisky e vermut. Ha fatto parte della lista dei cocktail riconosciuti ufficialmente dall'IBA dal 1961 al 1986.

## Storia
L'origine di questo drink risale ai primi anni del '900. La prima ricetta venne inserita nella ristampa del libro Cocktail Boothby's American Bartender di William T. “Cocktail Bill” Boothby, risalente al 1908, anche se alcuni riferimenti vennero riportati da alcuni quotidiani statunitensi già nell'ottobre del 1907.

## Composizione
- 3,5 cl di scotch whisky
- 1,5 cl di vermut dry
- 1,5 cl di vermut rosso
- gocce di angostura[4]

## Preparazione
Il drink si prepara versando gli ingredienti in un mixing glass assieme ad alcuni cubetti di ghiaccio, mescolando delicatamente con uno stirrer e filtrando con uno strainer in una coppetta da cocktail precedentemente raffreddata. Decorare con una ciliegia rossa.